# Südbad (Dortmund)

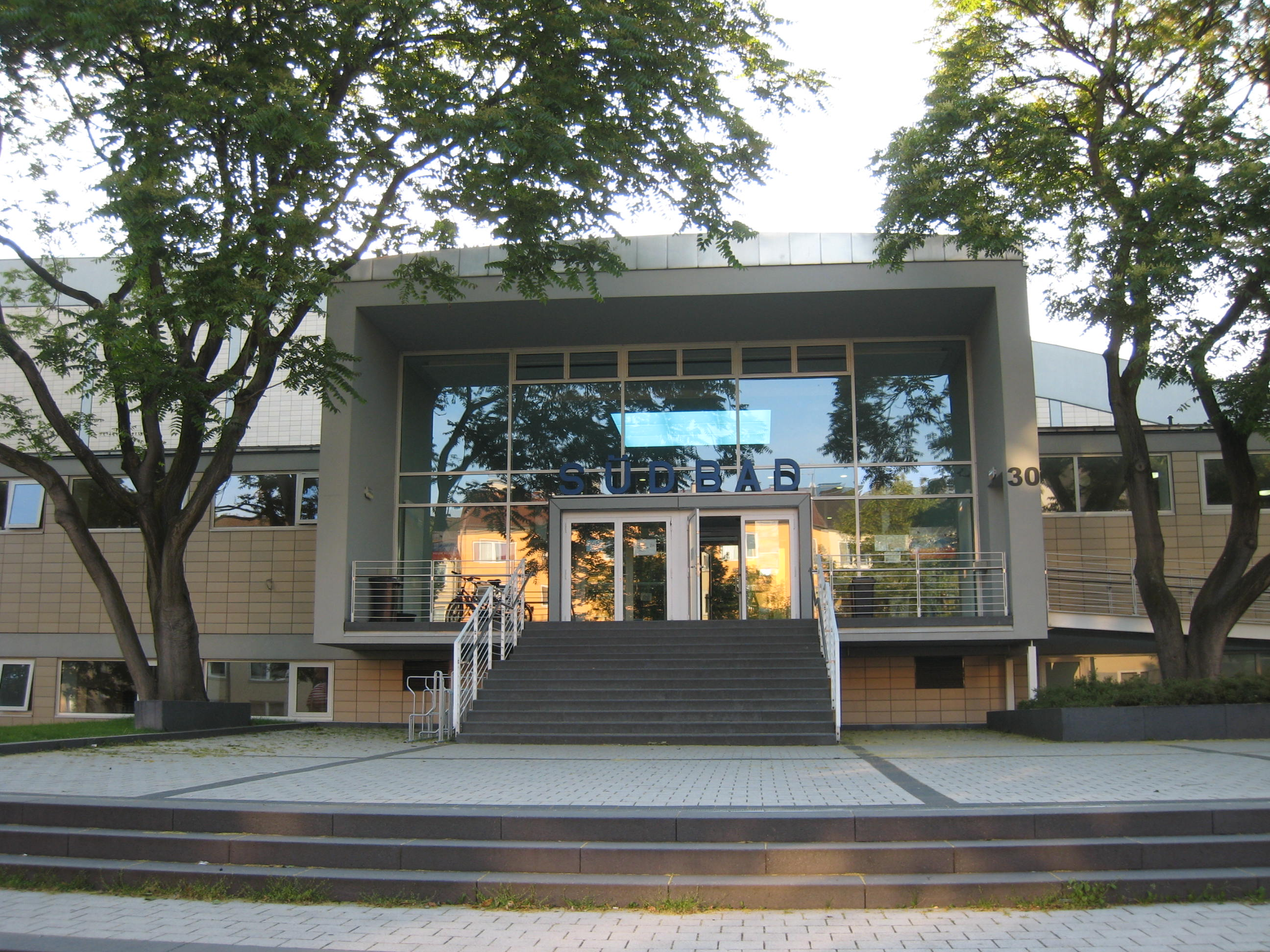
Eingangsportal des Südbads

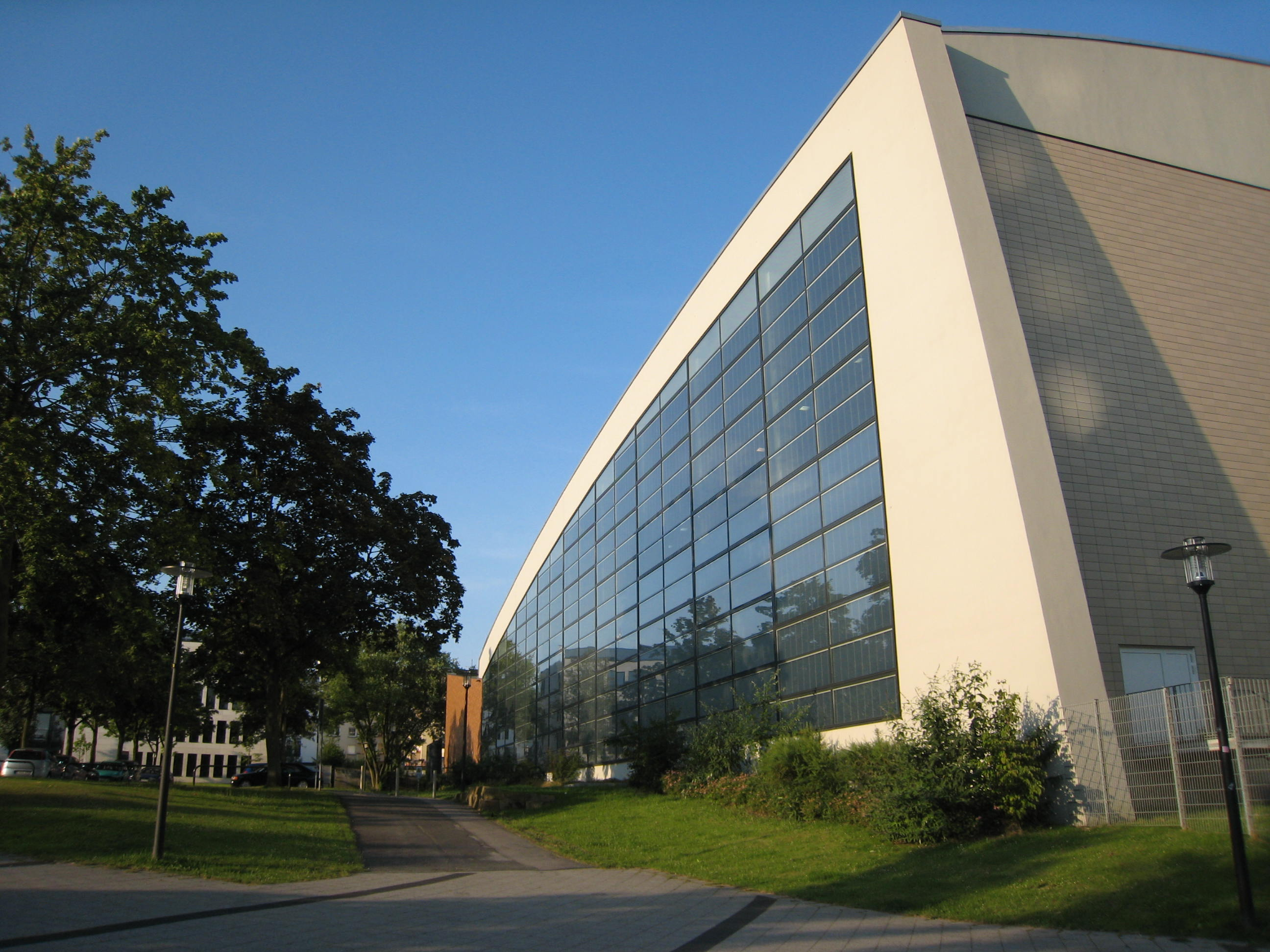
Die Ostfassade des Südbads

Das Südbad ist ein Hallenbad in der Dortmunder Innenstadt. Das 2007 renovierte Gebäude ist als Baudenkmal in die Denkmalliste der Stadt Dortmund eingetragen.
Das Südbad entstand zwischen 1957 und 1960 als erstes Dortmunder Hallenbad nach dem Krieg. Das Bad besitzt eine wettkampfgerechte 50-Meter-Bahn, einen 10-Meter Sprungturm und eine Zuschauertribüne. In dem Sportbad fanden Olympiaausscheidungen und Deutsche Meisterschaften statt. Zahlreiche Schwimmrekorde wurden im Südbad aufgestellt.
Im Untergeschoss des Schwimmbads standen den Dortmundern ohne eigenes Bad Brause- und Wannenkabinen zur Körperreinigung zur Verfügung. Im Zuge der Renovierungsarbeiten 2003–2007 wurden diese bis auf einige Kabinen entfernt. Die erhalten gebliebenen Kabinen befinden sich im Originalzustand.
Die Architektur des Gebäudes ist durch Stahlbetonbau und die vollständig gläserne Ostfassade geprägt. Im Gebäude befindet sich ein Wandfliesenmosaik nach einem Entwurf von Harry Fränkel.
Zwischen 2003 und 2007 war das Bad geschlossen und wurde umfassend saniert. Heute ist das Bad mit acht Bahnen und einem 50-Meter-Edelstahlbecken wieder eine zeitgemäße Wettkampfstätte, die aber auch für den Schul- und Breitensport genutzt wird. Die Zuschauertribüne bietet Platz für 500 Menschen.
Im Jahre 2009 war das Südbad zentraler Veranstaltungsort des Tag des offenen Denkmals.
Erste Internationale Meisterschaften nach den umfangreichen Sanierungsarbeiten waren im Jahre 2010 die 10. Schwimmeuropameisterschaften der Gehörlosen vom 20. bis 26. Juni 2010. Teilgenommen haben Sportlerinnen und Sportler aus 17 europäischen Ländern.